# Catalina del Carme Caldés Socias
Catalina del Carme Caldés Socias (Sa Pobla, 9 de juliol de 1899- Barcelona 23 de juliol de 1936) fou una germana de les Germanes Franciscanes Filles de la Misericòrdia, morta màrtir durant la Guerra Civil espanyola. Ha estat proclamada beata per l'Església catòlica.

## Biografia
Filla d'una família de pocs recursos econòmics però amb profundes creences religioses, Catalina era filla de Miquel Caldés i de Catalina Socias. Estudià a l'escola de les Germanes Franciscanes Filles de la Misericòrdia a Sa Pobla i se sentí atreta per la tasca educativa que feien. El 13 d'octubre de 1921 visità Pina (Mallorca) per conèixer la seu de la congregació i demanà d'ingressar-hi. Professà com a germana el 14 d'octubre de 1922 i fou enviada a Lloseta on es dedicà a l'ensenyança dels nins més petits del poble.
Entre 1926 i 1930 Catalina fou enviada al Seminari de Menorca; amb el pas del temps, l'enviaren a Barcelona. En esclatar la Guerra Civil, Catalina era a Barcelona i, amb altres religiosos, fou detinguda i patí martiri al barri del Coll al Tibidabo; quedà malferida i seguidament fou afusellada al camí de la Vall d'Hebron pels milicians, el 23 de juliol de 1936.

## Veneració
Mn. Joan Pons i Payeras, actual rector de l'església de San Antoni Abat de Sa Pobla i biògraf de la germana, fou el promotor de la beatificació de Sor Catalina del Carme Caldés. El 28 d'octubre del 2007 fou proclamada beata de l'Església Catòlica pel Papa Benet XVI.